# Dècim Juni Brutus Albí
|  | «Dècim Juni Brutus» redirigeix aquí. Vegeu-ne altres significats a «Dècim Juni Brutus (desambiguació)». |

Dècim Juni Brutus Albí (llatí: Decimus Junius Brutus Albinus) va ser un polític i militar romà del període del final de la República que és conegut per haver estat un dels assassins de Juli Cèsar. Era fill de Dècim Juni Brutus, cònsol l'any 77 aC, i va ser adoptat per Aulus Postumi Albí, cònsol el 99 aC, del qual va prendre el cognom Albí.
Cal no confondre'l amb Marc Juni Brutus, cosí llunyà seu i que també es compta entre els assassins de Cèsar. A diferència de Marc, que sempre donà suport al partit contrari, Dècim va lluitar amb Cèsar durant la Guerra de les Gàl·lies i també en la guerra contra Pompeu, qui el tenia en tan alta estima que el va tenir en compte en el seu testament, fins al punt que, al llarg de la història, els historiadors han especulat amb la possibilitat que fos fill il·legítim seu. Les raons perquè decidí trair el seu company i mentor i participar en el seu assassinat no són clares.

## Orígens
Dècim Juni Brutus era fill del cònsol del mateix nom (77 aC) i de la seva dona Semprònia. Va ser adoptat per Aulus Postumi Albí (cònsol 99 aC), probablement perquè no tenia cap fill al qual fer hereu. A partir de llavors, Dècim va afegir el cognom Albí al seu nom.
En diverses ocasions, Juli Cèsar va dir que se l'estimava com un fill, i l'historiador Ronald Syme ha hipotetitzat al respecte que potser era fill natural seu; de fet, constava al seu testament com un dels hereus.
Va ingressar en l'exèrcit i va estar sota les ordres de Cèsar quan encara era jove.

## Al servei de Cèsar
Va acompanyar Cèsar a Hispània quan va ser nomenat governador de la Hispània Ulterior, i va participar en la guerra contra les tribus dels lusitans. L'any 56 aC el va acompanyar a la Gàl·lia, i va rebre el comandament d'una flota que havia estat enviada a atacar els vènets. Malgrat que els enemics tenien més vaixells, Dècim va saber maniobrar fins a abordar-los i aconseguir la seva rendició. Va continuar a la Gàl·lia fins que el 52 aC va participar en la lluita contra Vercingetòrix, dirigint part de la cavalleria.
El 50 aC va retornar a Roma i es va casar amb Paula Valèria, una dona que es va haver de divorciar perquè ja estava casada amb un triari.
El 49 aC, en esclatar la guerra civil, va tornar al servei, i Cèsar li va donar el comandament de la flota que va atacar Massília, on Brutus va guanyar una batalla sobre una flota superior i finalment va ocupar la ciutat. Tot i la pèrdua de diverses naus en aquesta batalla, els massiliesos es van tancar a la fortalesa de Tauroent (avui Tarente), a l'est de Massília, mentre va arribar la flota de Luci Nasidi, un partidari de Pompeu, que havia salpat de Dirràquium. Hi va haver una altra confrontació militar, que va tornar a guanyar Brutus.
A continuació, va rebre el govern de la Gàl·lia Comata, és a dir, els territoris gals conquerits per Cèsar. Allà es va enfrontar als bel·lòvacs i els va derrotar. Quan Cèsar va tornar a Itàlia procedent d'Hispània el 45 aC, li va concedir l'honor de ser al seu carruatge, junt amb el seu nebot Octavi (August) i amb Marc Antoni. Tot seguit, Cèsar li va prometre el govern de la Gàl·lia Cisalpina com a pretor el 44 aC i el consolat pel 42 aC.

## Assassinat de Cèsar

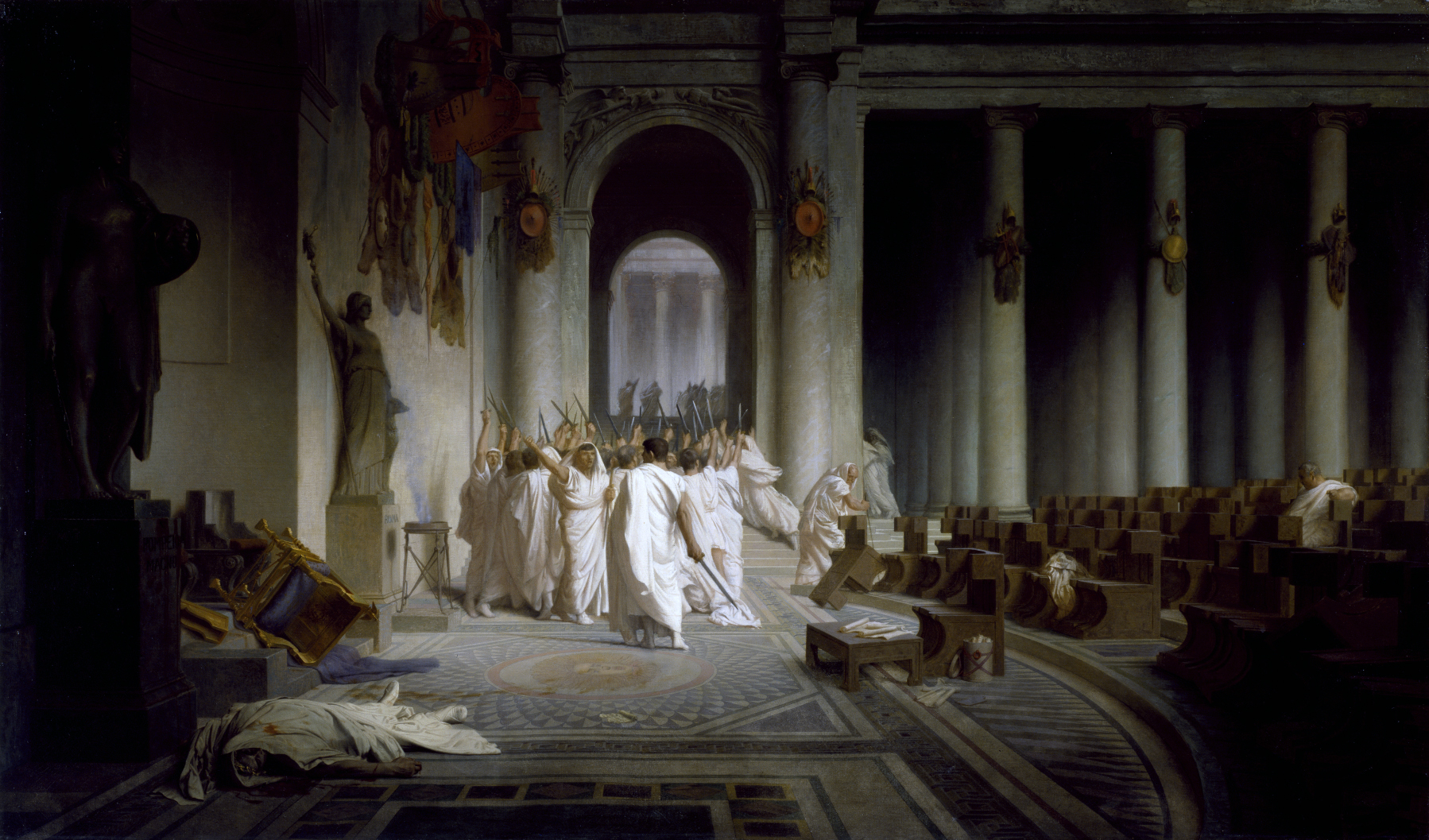
Pintura de Jean-Léon Gérôme (1867) representant l'assassinat de Cèsar, en el qual va participar Dècim Brutus

Malgrat tots els favors que va rebre de Cèsar, Brutus va ser un dels seus assassins. No és clar si les seves motivacions eren una gran fe en el model republicà que Cèsar estava trencant o si ho va fer impressionat, com diu Plutarc, en saber que hi havia molts homes de renom que havien jurat fer-ho, entre els quals Marc Juni Brutus i Gai Cassi Longí. En tot cas, Cèsar, per la confiança que li tenia no va sospitar mai d'ell. La nit abans va sopar junt amb ell i Lèpid i l'endemà al matí el va anar a cercar a casa seva per anar junts a la reunió de la cúria, on l'esperaven molts senadors per matar-lo.

## Guerra de Mutina
Juli Cèsar fou assassinat els idus de març del 44 aC, i Brutus va passar a mitjans d'abril a la Gàl·lia Cisalpina, per fer-se càrrec de la província que Cèsar li havia promès però que el senat va concedir a Marc Antoni. Brutus va refusar de renunciar a la província gal·la, encara que Marc Antoni li va proposar canviar-la pel govern de Macedònia. Quan Marc Antoni va travessar el riu Rubicó a finals d'any, Brutus no li va fer front, i es va tancar a Mutina, ciutat que fou assetjada per Antoni.
L'abril del 43 aC encara resistia a Mutina quan el setge els cònsols Aulus Hirci i Gai Vibi Pansa, acompanyats per Octavià, aixecaren el setge; Marc Antoni fou derrotat i va fugir travessant els Alps. Com que els dos cònsols van morir en combat, el govern de la República va ser conferit a Brutus, atès que el senat no volia donar a Octavi cap poder més. A Brutus el van recompensar amb un triomf, i a Octavi amb una ovatio.

## Tercera guerra civil romana
Brutus va reunir un exèrcit al nord dels Alps per marxar a Itàlia, mentre que Octavi va obtenir el càrrec de cònsol tot i la voluntat del senat, i va procurar la implantació de la Lex Pedia per la qual els assassins de Cèsar eren declarats fora de la llei. Això va deixar Brutus en posició perillosa, car Marc Antoni va marxar contra ell venint del nord i Octavi del sud. Munaci Planc va desertar amb tres legions al bàndol d'Octavi. Brutus, llavors, va decidir passar a Macedònia, però en el camí fou abandonat pels seus soldats i traït per Camil, un cabdill gal (a qui havia fet abans alguns favors), qui el va empresonar. Un sequà, de nom Capè, l'executà per ordre de Marc Antoni el 43 aC.